# Brad Lohaus
Bradley Allen "Brad" Lohaus, né le 29 septembre 1964 à New Ulm au Minnesota, est un ancien joueur américain de basket-ball ayant notamment évolué en NBA aux postes d'ailier fort et de pivot.
Après avoir passé sa carrière universitaire dans l'équipe des Hawkeyes de l'Iowa, il est sélectionné en 45e position par les Celtics de Boston lors de la draft 1987 de la NBA.